# Hugues Ier de Chacenay
Hugues Ier de Chacenay ou Huet Ier de Chacenay (né vers 1210, † en 1247) est seigneur de Chacenay en Champagne. Il est le fils d'Érard II de Chacenay et de Emmeline de Broyes.

## Biographie
À la mort de son père Érard II de Chacenay, il hérite de la seigneurie de Chacenay.
N'ayant pas d'héritier, il la transmet à sa mort à son frère Érard III de Chacenay, qui la transmettra à son tour à leur sœur Alix de Chacenay.

## Mariage et enfants
Il n'a pas été marié et n'a pas de descendance connue.

## Sources
- Marie Henry d'Arbois de Jubainville, Histoire des Ducs et Comtes de Champagne, 1865.
- Lucien Coutant, Notice historique et généalogique de la terre et baronnie de Chacenay (lire en ligne)
- Charles Lalore, Les sires et les barons de Chacenay (lire en ligne)